# Saint-Jouin-Bruneval
Saint-Jouin-Bruneval és un municipi francès situat al departament del Sena Marítim i a la regió de Normandia. L'any 2007 tenia 1.798 habitants.

## Demografia

### Població
El 2007 la població de fet de Saint-Jouin-Bruneval era de 1.798 persones. Hi havia 658 famílies de les quals 121 eren unipersonals (52 homes vivint sols i 69 dones vivint soles), 206 parelles sense fills, 270 parelles amb fills i 61 famílies monoparentals amb fills.
La població ha evolucionat segons el següent gràfic:
Habitants censats

### Habitatges
El 2007 hi havia 740 habitatges, 672 eren l'habitatge principal de la família, 52 eren segones residències i 16 estaven desocupats. 692 eren cases i 30 eren apartaments. Dels 672 habitatges principals, 578 estaven ocupats pels seus propietaris, 87 estaven llogats i ocupats pels llogaters i 7 estaven cedits a títol gratuït; 7 tenien una cambra, 37 en tenien dues, 94 en tenien tres, 177 en tenien quatre i 357 en tenien cinc o més. 506 habitatges disposaven pel capbaix d'una plaça de pàrquing. A 252 habitatges hi havia un automòbil i a 367 n'hi havia dos o més.

### Piràmide de població
La piràmide de població per edats i sexe el 2009 era:
| Homes | Edats   | Dones |
| ----- | ------- | ----- |
| 0     | 95 o +  | 0     |
| 4     | 90 a 94 | 4     |
| 4     | 85 a 89 | 8     |
| 4     | 80 a 84 | 16    |
| 20    | 75 a 79 | 48    |
| 28    | 70 a 74 | 12    |
| 24    | 65 a 69 | 32    |
| 32    | 60 a 64 | 20    |
| 32    | 55 a 59 | 52    |
| 60    | 50 a 54 | 56    |
| 80    | 45 a 49 | 68    |
| 56    | 40 a 44 | 92    |
| 68    | 35 a 39 | 44    |
| 80    | 30 a 34 | 88    |
| 48    | 25 a 29 | 44    |
| 16    | 20 a 24 | 16    |
| 48    | 15 a 19 | 36    |
| 40    | 10 a 14 | 40    |
| 84    | 5 a 9   | 40    |
| 56    | 0 a 4   | 56    |

## Economia
El 2007 la població en edat de treballar era de 1.194 persones, 873 eren actives i 321 eren inactives. De les 873 persones actives 805 estaven ocupades (427 homes i 378 dones) i 67 estaven aturades (29 homes i 38 dones). De les 321 persones inactives 119 estaven jubilades, 100 estaven estudiant i 102 estaven classificades com a «altres inactius».

### Ingressos
El 2009 a Saint-Jouin-Bruneval hi havia 672 unitats fiscals que integraven 1.827 persones, la mediana anual d'ingressos fiscals per persona era de 20.942 €.

### Activitats econòmiques
Dels 37 establiments que hi havia el 2007, 1 era d'una empresa alimentària, 2 d'empreses de fabricació d'altres productes industrials, 2 d'empreses de construcció, 8 d'empreses de comerç i reparació d'automòbils, 3 d'empreses de transport, 6 d'empreses d'hostatgeria i restauració, 1 d'una empresa d'informació i comunicació, 3 d'empreses immobiliàries, 3 d'empreses de serveis, 4 d'entitats de l'administració pública i 4 d'empreses classificades com a «altres activitats de serveis».
Dels 9 establiments de servei als particulars que hi havia el 2009, 1 era una oficina de correu, 1 electricista, 1 empresa de construcció, 2 perruqueries, 3 restaurants i 1 agència immobiliària.
Dels 3 establiments comercials que hi havia el 2009, 1 era una botiga de menys de 120 m², 1 una fleca i 1 una botiga de mobles.
L'any 2000 a Saint-Jouin-Bruneval hi havia 36 explotacions agrícoles que ocupaven un total de 1.281 hectàrees.

## Equipaments sanitaris i escolars
El 2009 hi havia una escola elemental.

## Poblacions més properes
El següent diagrama mostra les poblacions més properes.